# Задача мінімізації витрат
Задача мінімізації витрат (дуальна задача споживання, раціональної поведінки споживача за Гіксом) — полягає у раціональному виборі набору благ та послуг споживачем при заданих функції корисності та її мінімальному допустимому значенні задля мінімізації витрат.
{\displaystyle U(x),x\in \mathbb {R} _{+}^{n}} — функція корисності.
{\displaystyle U_{0}} — мінімальна корисність (за меншої корисності споживач наприклад вмирає від голоду): p — вектор-рядок цін: x — набір товарів
Отримуємо наступну задачу оптимізації:
{\displaystyle {\begin{cases}\sum _{i=1}^{n}p_{i}x_{i}\to \min \\U(x)\geq U_{0}\\x\in \mathbb {R} _{++}^{n}\end{cases}}}